# Гасан Алкадари
Гасан Алкадари (Хасан Алкадарский, лезг. Алкьвадар Гьасан Абдуллагьан хва , араб. حسن افندى الالقدارى‎; 15 октября 1834, Балахани — 12 сентября 1910, Алкадар) — дагестанский дореволюционный учёный-историк, поэт, просветитель, исламский правовед.

## Биография
Его более полное имя: Гасан-эфенди ибн Абдуллах ибн Курбанали ал-Алкадари ад-Дагистани. Он родился 15 октября 1834 года в селении Балахани. Его отец Абдулла, сын Курбанали из селения Алкадар Кюринского округа (ныне Сулейман-Стальского района) переселился в селении Балахани вместе со своим учителем и тестем Магомедом Ярагским. Хаджи Абдулла-эфенди был учеником Мухаммада-эфенди ал-Яраги и считался большим знатоком различных наук: грамматики, логики, Корана, хадисоведения, толкования снов, математики, основ стихосложения и т. д. Мать его звали Хафса (Хафсат), дочь Мухаммада-эфенди ал-Яраги. По национальности лезгин.
Гасан Алкадари в совершенстве владел арабской грамотой, изучил тюркский и персидский языки. Учился в Ахтынском медресе у Мирзы-Али аль-Ахты. Изучал труды известных восточных авторов по астрономии «Шарх ал-мулаххас» и философии «Шарх ал-Хидайат». Алкадари с большим уважением и гордостью отзывался об аль-Ахты и посвятил ему несколько своих касид-панегириков. Изучил основы исламской юриспруденции.
Гасан Алкадари преподавал в алкадарском медресе арабские науки.
Алкадари работал секретарём Кюринского правителя генерала Юсуф-хана, членом окружного суда (диванбегом) и наибом Южного Табасарана. В течение двенадцати лет он писал книги и сотрудничал с известными в то время, газетами, журналами. Он также вёл оживленную переписку с видными учёными, поэтами, религиозными деятелями.
Гасан Алкадари хорошо знал историю и культуру народов Дагестана. Он сам был участником и свидетелем многих исторических событий: 25 августа 1859 года он присутствовал при пленении Шамиля.
В 1865 г. — получает чин юнкера в бытность служащим в Кюринском окружном суде.
В 1867 г. — подпрапорщик в бытность наибом Южного Табасарана
В 1871 г. — подпоручик
В 1874 г. — поручик, и тем самым, он, по тогдашним законам Российской Империи, приобрел права личного дворянства.
Старший сын Гасана Алкадарского Абумуслим служил в личной охране русского царя Александра III в Санкт-Петербурге.

### Ссылка
После вспыхнувшего в 1877 году восстания в Дагестане, Гасана Алкадари обвинили в участии в этом восстании. В 1879 году он был заключён в тюрьму и сослан в ссылку в город Спасск, Тамбовской губернии. В Спасске он вступил в тесные связи с местными мусульманами, так как обладал знаниями по исламу и шариату. Находясь в ссылке Гасан Алкадари знакомился со многими образованными, известными татарскими учёными, поэтами, религиозными деятелями. Свои впечатления о крае, в котором ему пришлось провести четыре года Алкадари подробно описал в книге «Диван аль-Мамнун». В 1883 году он смог вернуться по амнистии, объявленной Александром III.
После возвращения из ссылки Гасан открыл школу в родном селении. Там он преподавал начальные знания чтения, письма, арифметики, географии, астрономии, истории Дагестана.

## Труды
Гасан Алкадари является автором множества книг на классическом арабском, тюркском, персидском языках. Особой известностью пользуется его знаменитая историческая хроника «Асари-Дагестан» («Исторические сведения о Дагестане»), охватившая историю народов Дагестана на протяжении многих веков. Первое издание книги вышло в свет в 1903 году в Баку на тюркском языке, а в 1929 году книга вышла уже на русском языке (переводчик сын Алкадари — Али Гасанов).
В 1912 году была написана книга «Джираб ал-Мамнун», в которой были изложены основные положения шариата (в основном шафиитской правовой школы) и другие вопросы по исламу.
В 1913 году был написан «Диван ал-Мамнун» — сборник стихов, в котором были подробно описаны события 1877 года.

## Семья
У Алкадари было 6 сыновей и 5 дочерей:
- Ахмед (1853—1929),
- Абумуслим (1861—1911),
- Афисат (1865—1916),
- Абдуллах (1865—1916),
- Абдул-Али (1868—1928),
- Абдурахман (1869—1892),
- Зайнаб (1871—1872),
- Рейханат (1873—1953),
- Абдул-Латиф (1871—1935),
- Абидат (1877—1923),
- Секинат (1881—1882)[9].

В число потомков входят:
- Ханмагомедов, Асадулла Гаджи-Курбанович (1911—1974), писатель, математик, соавтор табасаранского алфавита на основе кириллицы (1938)[11]
- Ханмагомедов, Бейдуллах Гаджи-Курбанович (1927—1997), доктор филологических наук, специалист по табасаранскому языку.
- Шихсаидов, Амри Рзаевич (1928—2019), советский и российский востоковед, историк, исламовед, профессор.
- Ханмагомедова, Зумруд Гаджи-Курбановна (1915—2001), поэт и педагог, первая табасаранка, получившая высшее образование.
- Гусейнов, Абдусалам Абдулкеримович (р. 1939), советский и российский учёный--философ, академик РАН.[12]

## Память
14 ноября 1984 года в Институте языка, литературы и искусства им. Г. Цадасы прошла юбилейная научная сессия, посвященная 150-летию со дня рождения Гасана Алкадари.
29 сентября 1995 года Институт языка, литературы и искусства им. Гамзата Цадасы совместно с Фондом Гасана Алкадари и Дагестанским отделением Российского фонда культуры провели научную конференцию, посвященную жизни и творчеству Гасана-Эфенди Алкадари.
26 сентября 2009 года в с. Алкадар Сулейман-Стальского района открыт музей Гасана-эфенди Алкадарского

## Публикации
- Китаб асари Дагистан та’лиф ал-'аллама Мирза Хасан-афанди б. ал-Хаджж-'Абдаллах-афанди ал-Алкадари ад-Дагистани. Петербург, 1312 [1894/95]
- ал-'Урда ал-махдийа ли-р-равда ан-надийа ли-л-фадилайн ад-Дагистанийайн. Сахиб ал-асл… 'Абд ал-Латиф-афанди ал-Хузи… ва-л-мухаммас… Мирза Хасан-афанди ал-Алкадари. Петровск [б./г., дозволено цензурой в 1905 г.]
- Джираб ал-Мамнун та’лиф… Хасан-афанди ад-Дагистани ал-Алкадари. Ту-би’а би-л-матба’а ал-исламийа. Темир-Хан-Шура, 1912 (ар.)
- Диван ал-Мамнун. Ат-Табака ал-ула. Темир-Хан-Шура, 1913. (ар.)